# Sovicille
Sovicille is een gemeente in de Italiaanse provincie Siena (regio Toscane) en telt 8800 inwoners (31-12-2004). De oppervlakte bedraagt 143,7 km², de bevolkingsdichtheid is 61 inwoners per km².
De volgende frazioni maken deel uit van de gemeente: Rosia, San Rocco a Pilli, Volte Basse.

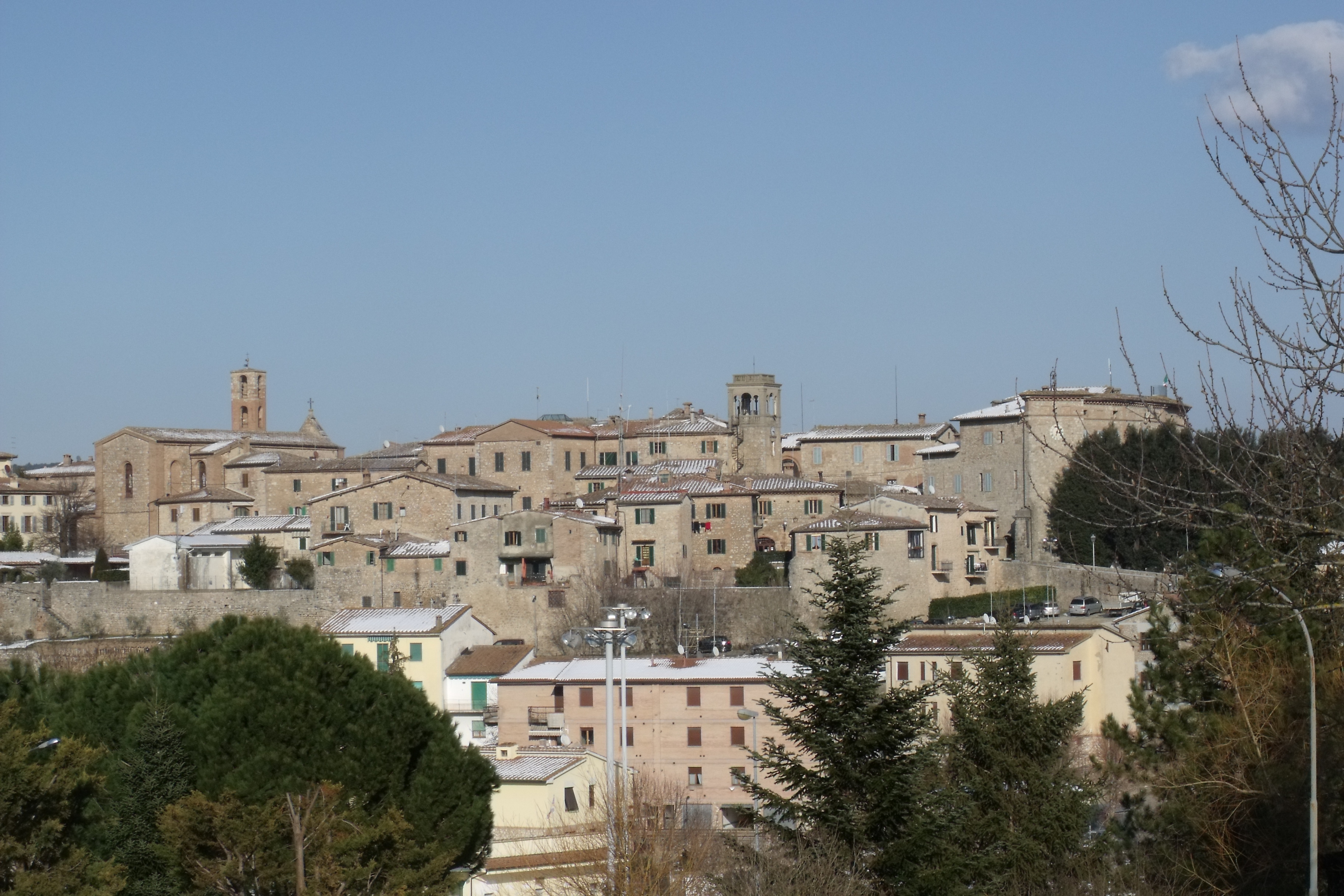
Sovicille
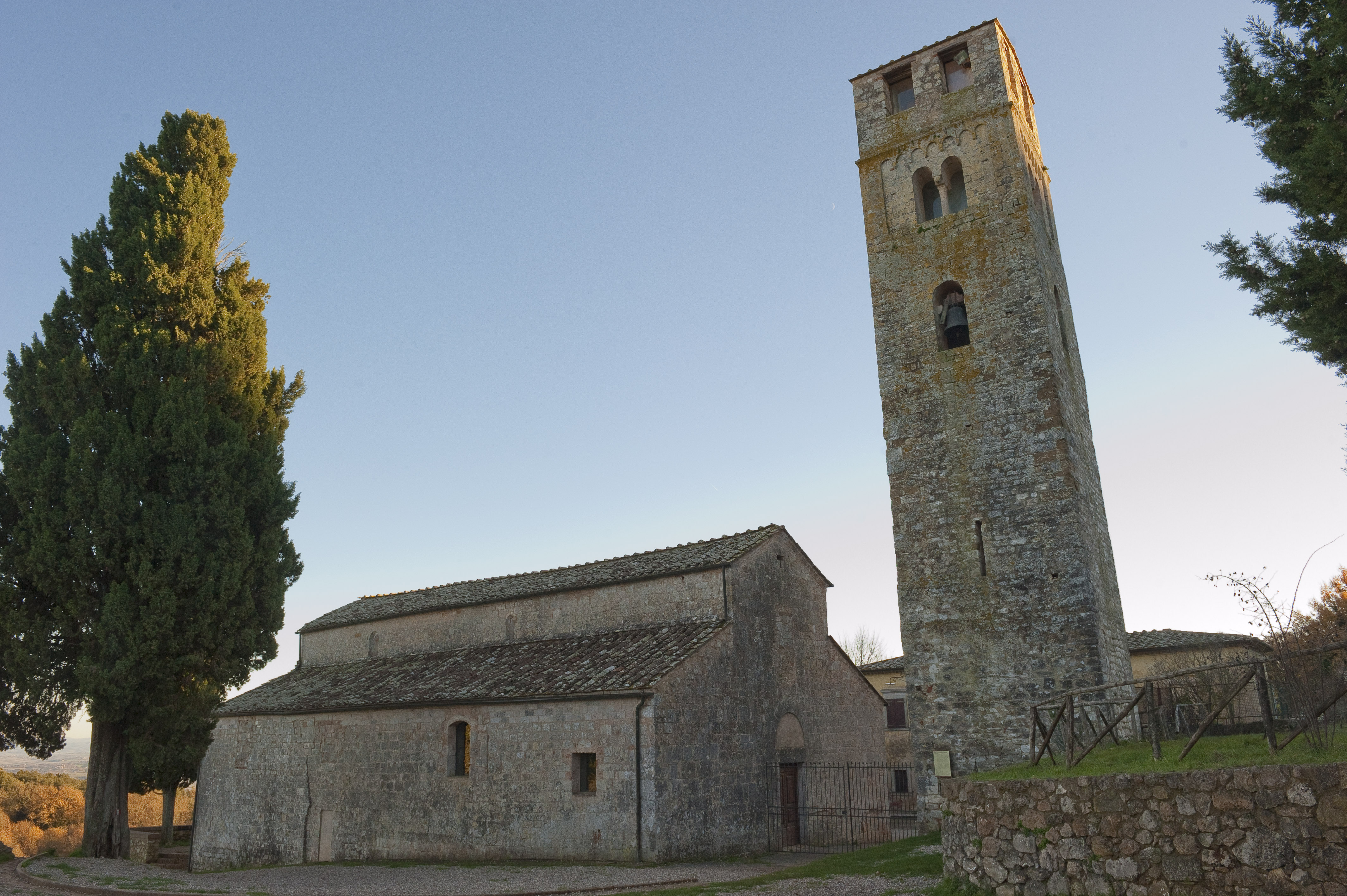
Pernina
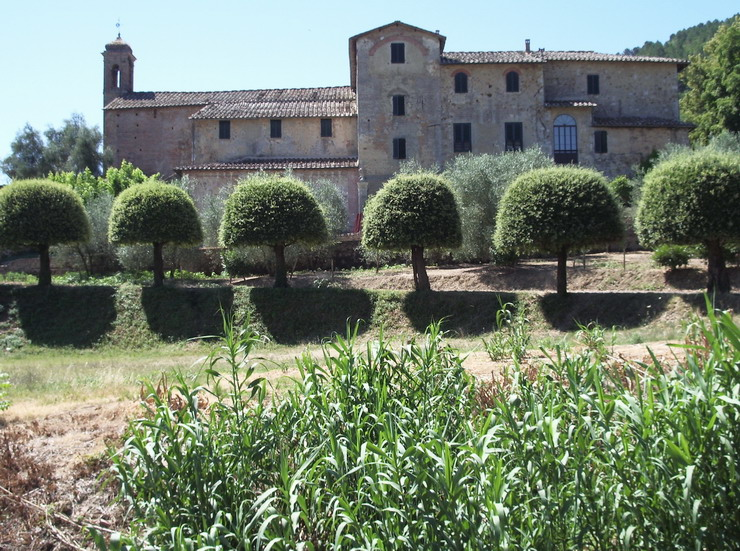
Santa Mustiola
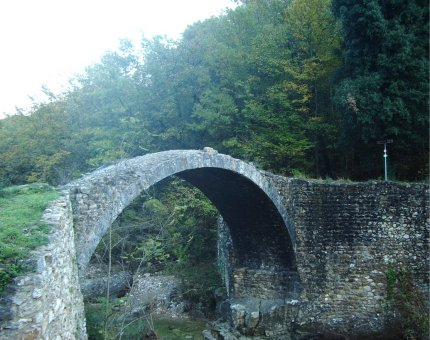
Ponte Pia

## Demografie
Sovicille telt ongeveer 3571 huishoudens. Het aantal inwoners steeg in de periode 1991-2001 met 9,5% volgens cijfers uit de tienjaarlijkse volkstellingen van ISTAT.
| Jaar | Inwoneraantal |
| ---- | ------------- |
| 1991 | 7640          |
| 2001 | 8366          |

## Geografie
De gemeente ligt op ongeveer 265 m boven zeeniveau.
Sovicille grenst aan de volgende gemeenten: Casole d'Elsa, Chiusdino, Monteriggioni, Monteroni d'Arbia, Monticiano, Murlo, Siena.

## Geschiedenis
De plaats werd voor het eerst vernoemd door Paus Alexander III op 23 april 1123 als Sufficille. De naam komt waarschijnlijk van het Latijnse Sub (onder) en ficinulae/ficus (vijgenboom). In 1260 werd de plaats door Firenze bezet maar verviel door de Slag bij Montaperti reeds in hetzelfde jaar aan Siena. In de 13e eeuw kreeg de gemeente eigen statuten. In 1333 werd Sovicille door Pisa overvallen en door brand vernield.